# 서울은평초등학교
서울은평초등학교는 은평구 녹번동에 있는 공립 초등학교이다.

## 학교 연혁
- 1930년 6월 21일 설립인가
- 1931년 4월 1일 고양군 은평공립보통학교(4년제) 개교
- 1938년 4월 1일 은평공립심상소학교로 개칭[1]
- 1939년 4월 3일 6년제 인가
- 1941년 4월 1일 은평공립국민학교로 개칭[2](개교기념일)
- 1949년 8월 14일 서울시로 편입[3][4](서울은평국민학교)
- 1968년 10월 4일 후관 신축(24개 교실)
- 1970년 12월 5일 본관 신축(27개 교실)
- 1986년 3월 1일 특수학급 편성(2학급)
- 1987년 3월 10일 병설유치원 개원(2학급)
- 1990년 6월 30일 신관 개축(10개 교실)
- 1993년 1월 20일 급식실 준공
- 1996년 3월 1일 서울은평초등학교로 개칭[5]
- 2004년 8월 16일 은평정보교육관 준공
- 2007년 12월 1일 학교 대수선 공사(리모델링)
- 2013년 2월 15일 은평어울림관(다목적 강당) 개관식
- 2014년 2월 10일 어울림관 엘리베이터 설치
- 2015년 12월 16일 야외학습장 조성
- 2016년 2월 16일 제83회 졸업식(204명)
- 2016년 2월 21일 학교 안전시설 개선
- 2017년 2월 17일 제84회 졸업식(147명)
- 2017년 2월 27일 Wee클래스 상담실 설치
- 2017년 3월 1일 31학급(특수 3학급 포함) 편성
- 2017년 9월 1일 제23대 문명근 교장 취임
- 2018년 3월 27일 실과실, 미술실 리모델링
- 2018년 10월 24일 학부모(녹색)실 리모델링
- 2018년 11월 30일 스마트교실 구축 단말기 45대
- 2019년 5월 1일 급식실 완공
- 2019년 11월 30일 음악실, 다목적실, 본관 후관 연결공사 완공
- 2020년 2월 28일 교육환경 개선사업[6]

## 학교 상징
- 우리 학교 꽃 - 목련 : 큰 꽃과 아름다운 향기로 봄을 가장 먼저 알려주는 꽃이다.
- 우리 학교 나무 - 향나무 : 키가 크고 작은 바늘모양의 잎을 가졌으며 사철 푸른 나무이다.

## 참고 자료
- 서울은평초등학교 - 한국교육학술정보원 학교알리미